# 乾自站
乾自站（韓語：건자역）是朝鮮民主主義人民共和國咸鏡南道北青郡乾自里的一個鐵路車站，属于平罗线。

## 邻近车站
平罗线
居山站 - 乾自站 - 罗兴站